# Shorten
Shorten (SHN) es un formato de archivo usado para comprensión sin pérdidas para archivos de audio calidad CD 44.1 kHz 16-bit estéreo PCM. Es un formato de archivos de datos comprimidos similares al ZIP, RAR, y Stufflt; pero está optimizado para compresión de datos de audio.

## SHN dentro de los formatos de audio
Formatos con pérdidas como Vorbis y MP3 son típicamente más usados, ya que estos son del 10 por ciento del tamaño original del archivo, en vez del 50-70 por ciento, pero un tamaño más pequeño de archivo conlleva a una pérdida de datos (la cual depende de la calidad de la codificación, del equipo de grabación, el nivel de ruido ambiental durante la grabación y de la escucha del oyente, tanto puede ser perceptible como no). Otros codificadores de audio sin pérdidas como lo son FLAC, Monkey's Audio (APE), y TTA se están volviendo populares recientemente, aunque Shorten permanece siendo un formato popular debido a la gran cantidad de grabaciones de concierto legales en circulación que están codificadas en archivos Shorten. Algunas aplicaciones requieren las salidas digitales sin pérdidas que algunos codificadores proveen. Los archivos Shorten usan la extensión de archivo .SHN.

## Historia
El algoritmo Shorten y el código fuente que este implementa fue desarrollado por Tony Robinson de la Universidad de Cambridge en 1992/1993 y luego asignado a SoftSound Ltd. El código ha estado disponible bajo una licencia no comercial y ha sido subsecuentemente extendido por Wayne Stielau el cual incluye tablas de búsqueda para que uno pueda buscar en las pistas individuales mientras reproduce los archivos en una computadora.